# Шешонк I
Шешонк I, или Шошенк, (др.ег. ššnq) е първият фараон от либийската Двадесет и втора династия на Древен Египет (наричана също Либийска или Бубастиска династия). Управлява през 945 – 924 г. пр.н.е., или 943 – 922 г. пр.н.е. и е  наследен от сина си Осоркон I.
Вероятно е идентичен с библейския фараон Сисак (Сусаким).

## Произход
Потомък на либийски берберски наемни предводители, Шешонк I се възкачва на трона в Египет, опрян на либийската наемна войска, служеща на Египет. В този период берберските мешвеш, имигранти от запад, съставляват основна част от армията на Египет и много от тях постъпват на редовна служба. В северната част на Нилската долина са образувани военни поселения на либийци, които постепенно се египтизират и навлизат в средите на жречеството и аристокрацията, ставайки местни управители. Дядото на Шешонк I, Осоркон Стари е бил първият фараон от либийски (берберски) произход.

## Управление
Идвайки на власт Шешонк I консолидира контрола си върху Египет и се опитва да намали влиянието на жреците. Той отменя наследственото предаване на титлата при висшите жреци на Амон и въвежда правилото те да бъдат посочвани от фараона. Шешонк I и неговите наследници от Либийската династия най-често назначавали свои синове на този пост, контролирайки по този начин религиозния живот в царството. На повечето от високите административни и религиозни длъжности също са поставени роднини на династията, но това по-късно води до децентрализация на държавата. 
През царуването си Шешонк I води активна външна политика и воюва в Нубия и Предна Азия. Към края на управлението си той предприема поход на североизток и завладява редица градове в Ливан, Сирия, Финикия и Палестина.

## Фараонът Сисак
В Библията е посочено че фараон на име Сисак (вероятно Шешонк I) напада Юдея, превзема и ограбва Йерусалим, въпреки че за това липсват безспорни доказателства. Първоначално той сключва съюз с еврейския цар Соломон, но при неговите наследници тайно предприема действия, с които да дестабилизира Израилското царство и да задълбочи избухналите размирици и се възползва от раздора.